# Mary Berkeley
Mary Berkeley (1480 circa – XVI secolo) è stata una delle amanti di Enrico VIII d'Inghilterra.
In seguito alla relazione con il re, diede alla luce due figli, Thomas e John mai riconosciuti. In seguito sposò sir Thomas Perrot ed in seconde nozze Thomas Jones.